# Kaibala (przystanek kolejowy)
Kaibala (ros. Кайбала) – przystanek kolejowy w miejscowości Kaibala, w gminie Lielvārde, na Łotwie. Położony jest na linii Ryga - Dyneburg.
Do 1989 punkt kontrolny 865 km.